# Comté de Nelson (Virginie)
Pour les articles homonymes, voir Comté de Nelson.
Le comté de Nelson est un comté de Virginie, aux États-Unis.